# Mosquée Bou Ftata
La mosquée Bou Ftata (arabe : جامع بوفتاتة) est une mosquée tunisienne située dans la médina de Sousse.

## Histoire
La mosquée Bou Ftata est construite entre 838 et 841 sous le règne de l'émir aghalbide Aboul Affan. Ce dernier aurait ordonné à son serviteur Foutata d'ériger cette mosquée, d'où l'origine du nom Bou Ftata. Bien qu'il s'agisse d'une petite et modeste construction, la mosquée Bou Ftata occupe une place importante dans l'architecture et l'histoire islamique : elle est en effet considérée comme l'une des plus anciennes mosquées de la ville de Sousse et a servi de modèle pour la Grande Mosquée de Sousse, la mosquée de la Kasbah et la mosquée Zitouna. Elle offre par ailleurs la première inscription datée après celle du dôme du Rocher et la première sur façade en Ifriqiya, avant même celle de la mosquée des Trois Portes à Kairouan, construite bien après (866).

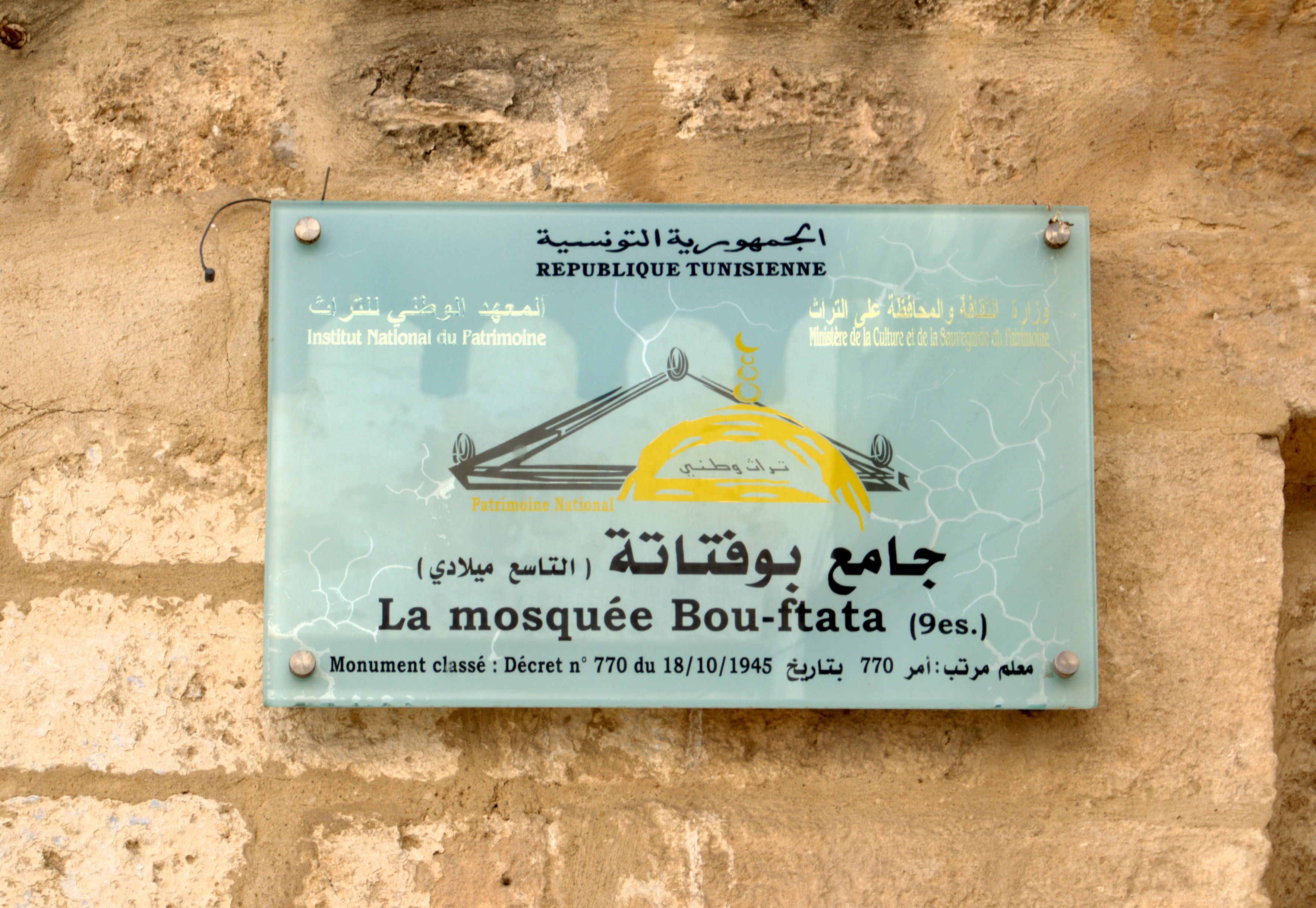
Plaque de l'Institut national du patrimoine classant la mosquée Bou Ftata.

Le minaret de la mosquée est ajouté à l'époque hafside (1228-1574).
La mosquée est un monument classé depuis le 18 octobre 1945, le minaret ayant été classé séparément dès le 25 janvier 1922. L'ensemble fait partie du tissu urbain de la médina de Sousse, elle-même classée au patrimoine mondial de l'Unesco.

## Description
La mosquée Bou Ftata, située à l'extrémité sud de la médina de Sousse, est construite sur la base d'un plan rectangulaire abritant une petite salle de prière carrée (huit mètres sur huit). À l'entrée de la mosquée se trouve un porche avec trois arcs reposant sur des piliers et une inscription kufique au-dessus, qui indique la date de sa construction.
Le mihrab est situé dans une niche en cul-de-four coiffée d'une demi-coupole et reposant sur de petites colonnes.

### Façade
La mosquée Bou Ftata comporte sur ses façades ouest et nord deux inscriptions en kufique considérées comme étant les premières sur façade en Ifriqiya.
Sur la façade ouest est inscrit « Au nom de Dieu, le Bienfaiteur, le Miséricordieux ».
Sur la façade nord est inscrit « Bénédiction et miséricorde à Al Aghlab ibn Ibrahim a ordonné de bâtir cette mosquée pour y invoquer le nom de Dieu, par les mains de […] client de l'émir… ».

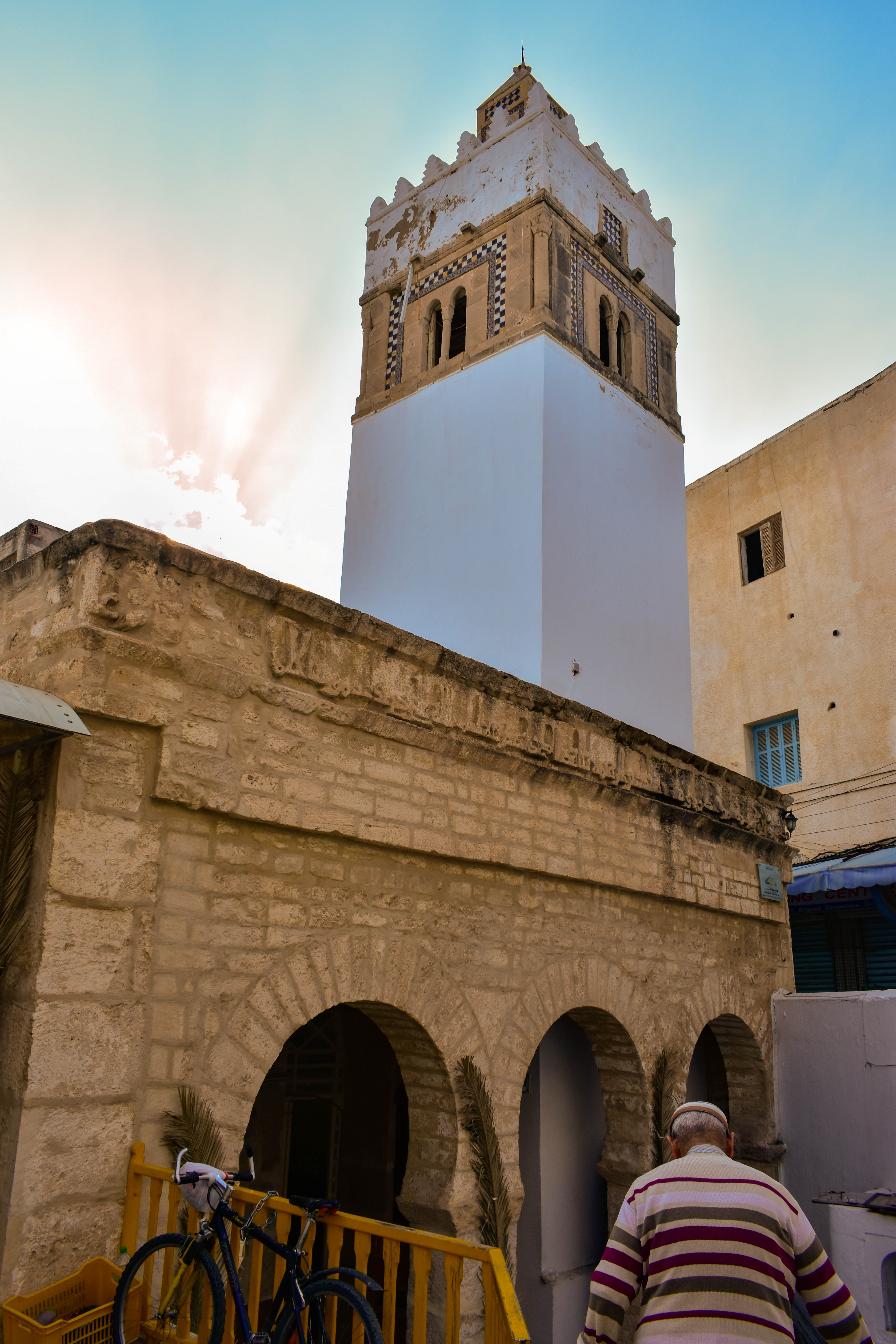
Vue générale de la façade.
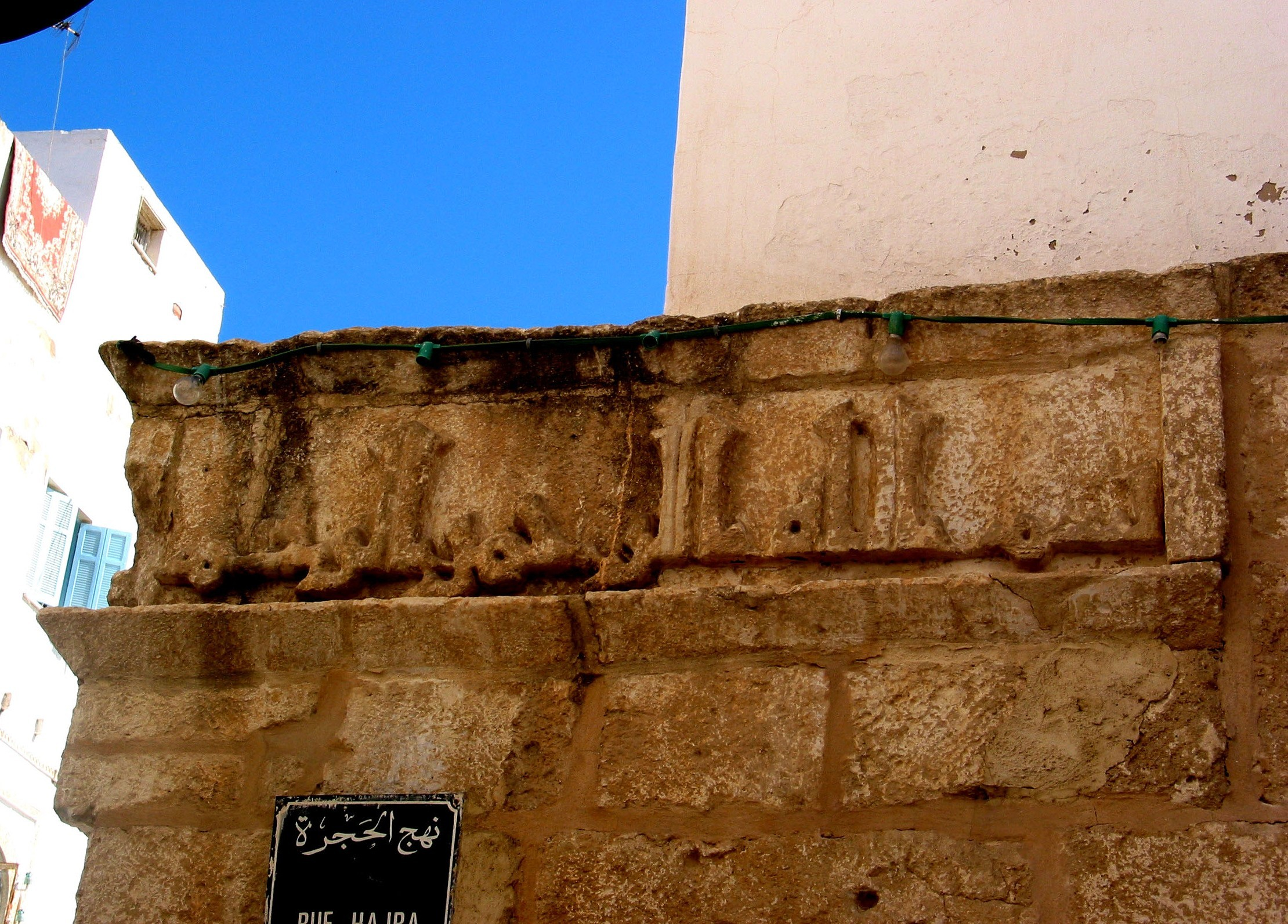
Inscription de la façade ouest.
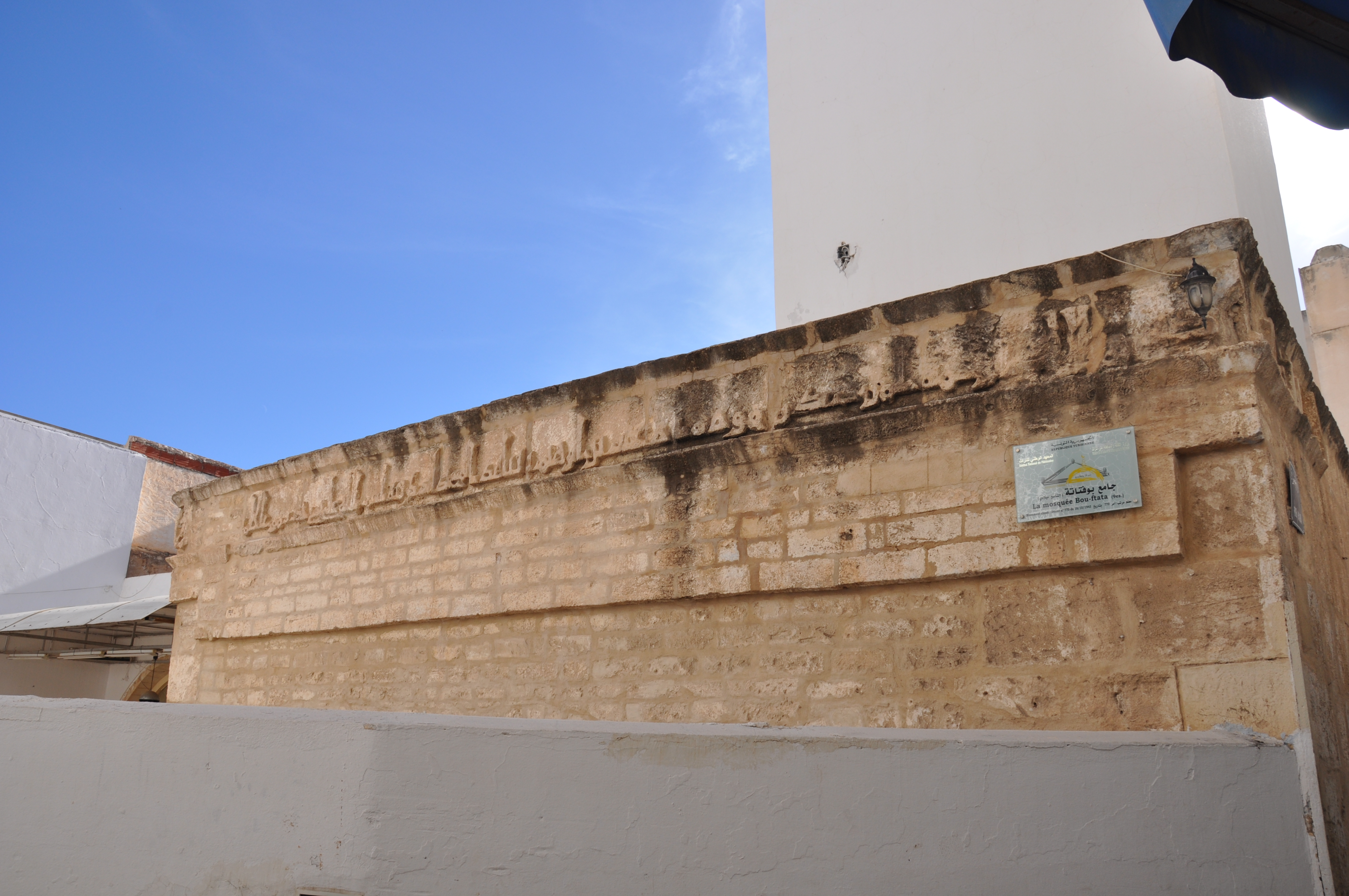
Inscription de la façade nord.

### Minaret
Situé à l'angle ouest et comportant des influences andalouses, le minaret est de base rectangulaire et orné de baies géminées encadrées de carreaux de céramique.